# Бар у Фоли Бержеру
Бар у Фоли Бержеру (фран. Un bar aux Folies Bergère) је слика француског сликара Едуара Манеа, која се сматра његовим последњим великим делом. Насликана је 1882. године и изложена у Париском салону те исте године. Приказује сцену у ноћном клубу Фоли Бержер у Паризу. Слика је првобитно припадала композитору Емануелу Шабријеу, Манеовом блиском пријатељу и висила над његовим клавиром. Сада се налази у Галерији Кортолдовог института у Лондону.

## О слици
Детаљно приказујући једну сцену из савременог живота, слика илуструје Манеову посвећеност реализму. Многе карактеристике слике су збуњивале критичаре, али за готово све се показало да имају своје утемељење. Слика је била предмет бројних популарних и научних чланака.
Централна фигура стоји пред огледалом, и критичари, који су оптуживали Манеа за непознавање перспективе и наводили разне немогућности на слици, расправљали су о овој тачки од објављивања најранијих рецензија. Међутим, 2000. године приказана је фотографија снимљена из погодног угла, реконструкције која приказује сцену онако како ју је насликао Мане. Према овој реконструкцији „разговор за који су многи претпоставили да се одвија између шанкерице и господина открива се као оптички трик. Човек стоји изван сликаревог видног поља, лево и гледа даље од шанкерице, а не стоји испред ње.”  Како се чини, посматрач треба да стоји десно и ближе шанку него човек чији се одраз појављује на десној ивици слике. To je необично одступање од централне перспективе јер када се посматрају слике насликане у складу с принципима перспективе, oбично се претпоставља да је реч о централној перспективи.
Истицање присуства огледала било је пресудно за многе модерне тумаче. Оно представља значајну паралелу са Малим дворским дамама, ремек-делом уметника ком се Мане дивио, Дијега Веласкеза. До значајног развоја ове теме дошло је откад је Мишел Фуко говорио о њој у својој књизи „Речи и ствари” (1966).
Историчар уметности Џефри Мејерс описује намерну игру перспективе и очигледно кршење улоге огледала: „Иза ње, протежући се читавом дужином слике, налази се огромно огледало са златним оквиром. Француски филозоф Морис Мерло-Понти назвао је огледало „инструментом универзалне магије која ствари претвара у спектакле, спектакле у ствари, мене у друге, а друге у мене“. Ми, гледаоци, стојимо насупрот шанкерице са друге стране бара и гледајући одраз у огледалу, видимо тачно оно што она види. Критичари су приметили да је на Манеовој прелиминарној студији она била смештена десно, док је на готовом платну она у центру пажње." Иако ју је Мане померио са десне стране у средину, задржао је њен одраз удесно. Ako се посматра њен одраз у огледалу, чини се да разговара с муштеријом, а када се посматра анфас, повучена је и резервисана.” 
Слика обилује детаљима који говоре о друштвеној класи и окружењу. Жена у бару је стварна особа, позната као Сузон, млада Енглескиња која је заиста радила у Фоли-Бержеру раних 1880-их. За слику је позирала у Манеовом атељеу. Смештајући кристалну чинију с поморанџама у предњи план, Мане указује да је шанкерица проститутка. Историчар уметности Лари Л. Лиго тврди да Мане на својим сликама обично повезује помонаранџе са проституцијом. Т.Џ. Кларк каже да шанкерица  „треба да представља једну од проститутки по којој је Фоли-Бержер био добро познат”, и која је представљена „и као продавач и као роба - нешто што се може купити заједно са пићем.” 
Међу осталим знаменитим детаљима су и пар зелених ногу у горњем левом углу, који припадају уметнику на трапезу који наступа изнад гостију ресторана. Приказане флаше пива лако су препознатљиве по црвеном троуглу на етикети као Bass Pale Ale, а упадљиво присуство овог енглеског бренда уместо немачког пива тумачено је као документација анти-немачког осећања у Француској у деценији након француско-пруског рата.

## Утицај на културу
Балет из 1934. године Бар у Фоли Бержеру са кореографијом Нинет де Валоис и музиком Емануела Шабријера заснован је на Манеовој слици. Филм из 1947. године Приватни послови Бел Амија верно копира слику „Бар у Фоли Бержеру” у двадесет деветом минуту филма са глумицом сличног изгледа, сценографијом и реквизитима док главни ликови улазе у бар.
Слика је била инспирација за песму у популарној позоришној продукцији Ревија текста у Лондону 1951. године. Рефрен песме гласи: "Ох, колико дуго желим да се вратим у своју драгу Бретању ... Али судбина је за мене изабрала бар у Фоли Бержеру."
Слика Бар (1954) аустралијског уметника Џона Брака, приказује релативно мрачну и суморну сцену бара у Мелбурну, као ироничну референцу на Манеов Бар у Фоли Бержеру.
У филму Едија Марфија из 1988. године „Принц открива Америку“, током забаве у кући МекДоуелових, изнад кауча налази се сатирична слика, где је централна женска фигура замењена тамнопутом женом.
Канадски уметник Џеф Вол у свом раду „Фотографија жене” (1979) позајмљује одређене структуралне елементе и мотиве Манеове слике „Бар у Фоли Бержеру”. Текст Тејт Модерна за „Фотографију жене”, са изложбе 2005–2006, Фотографије Џефа Волса 1978–2004 говори о утицају Манеове слике.